# Stuart Chatwood
Stuart Chatwood (Fleetwood, 22 ottobre 1969) è un musicista canadese, nato in Inghilterra.
Meglio conosciuto come bassista/tastierista della band rock The Tea Party. La band è nota per il fatto di fondere assieme stili musicali orientali e occidentali, in ciò che hanno definito "Morrocan Roll".  Nel 2001, egli vinse un Juno Award per il miglior artwork per un album. Nel gennaio 2007 Chatwood ha lavorato insieme al compagno di band Jeff Burrows dei The Tea Party a The Art Decay.
Stuart Chatwood è anche compositore di colonne sonore di videogiochi. Ha composto le colonne sonore dei recenti Prince of Persia della Ubisoft Montreal: Prince of Persia: The Sands of Time (2003), Prince of Persia: Warrior Within (2004), Prince of Persia: The Two Thrones (2005), Battles of Prince of Persia (2005), Prince of Persia: Revelations (2005) e Prince of Persia: Rival Swords (2007). La serie ha riscosso un grande successo, vendendo più di 8 milioni di copie in tutto il mondo.

## Discografia
- The Tea Party (1991)
- Capitol Records demo (1992)
- Splendor Solis (1993)
- The Edges of Twilight (1995)
- Alhambra (1996) (Enhanced CD)
- Transmission (1997)
- Triptych (1999)
- Live at the Enmore Theatre (1999)
- Tangents: The Tea Party Collection (2000) (compilation)
- The Interzone Mantras (2001)
- Seven Circles (2004)

## Video
- Illuminations (2001)

## Colonne sonore di videogiochi
- Road Rash 3D (1998/EA)
- NHL 2002 (2002/EA)
- Prince of Persia: The Sands of Time (2003/Ubisoft)
- Prince of Persia: Warrior Within (2004/Ubisoft)
- Prince of Persia: I due troni (2005/Ubisoft)
- Battles of Prince of Persia (2005/Ubisoft)
- Prince of Persia: Revelations (2005/Ubisoft)
- Prince of Persia: Rival Swords (2007/Ubisoft)
- Darkest Dungeon (2016/Red Hook Studios)

## Premi e riconoscimenti
- Albums realizzati: 8 on EMI Music Canada, 1 on Eternal Discs
- Albums venduti: 1.6 million records sold with The Tea Party
- Largest crowd (multi-band bill support): 490,000 people - SARS relief concert, Toronto, Ontario
- Largest crowd (multi-band bill headline): 42,000 people - Edgefest, Park Place, Ontario
- Largest crowd (Tea Party solo show headline): 5,800 people - Hordern Pavillion, Sydney, Australia
- Touring: worldwide touring included Canada 21 times, Australia 12 times, Europe 9 times, USA 8 times
- Notable Support slots and tours: Page and Plant, Ozzy Osbourne, Nine Inch Nails, New Order, Ramones, Lou Reed, Metallica, Soundgarden, Big Day Out, Edgefest, M-One Festival, Alternative Nation, SARS relief concert
- Video: 21 video con The Tea Party
- Video Directing: Directed Oceans 2005, Co-Directed The Writings on the Wall 2004
- Painting: The Earth We Inherit - Album cover for Transmission 1997
- Art Direction: Art directed all releases by The Tea Party
- Awards(Personal): 2001 Juno Awards for Best Artwork
- Awards (band): 6 MuchMusic Video Awards
- Nominations (band): 14 Juno Award nominations, 21 Much Music Award Nominations
- Film Scores: Ashes to Ashes - Dir. Sam Barnes (2006) - Short Film
- Videogames released: contributed to 7 releases with Ubisoft, EA
- Videogames sold: combined sales of over 8 million videogames